# Spiroberotha fernandezi
Spiroberotha fernandezi är en insektsart som beskrevs av Adams 1990. Spiroberotha fernandezi ingår i släktet Spiroberotha och familjen Berothidae. Inga underarter finns listade i Catalogue of Life.